# 掣圏真陰流
掣圏真陰流（せいけんしんかげりゅう）は、日本の新興武道。
初代タイガーマスクこと佐山聡が、プロレスを一旦引退して自ら創始した総合格闘技「修斗」と「スーパータイガージム大宮」において1996年に一切の運営から身を引いた後、師匠のアントニオ猪木と共に柔道家だった小川直也を育ててプロレスデビューさせ、その後、以前から提唱してきた市街地型実戦格闘技という名目で1999年5月に設立。旧名は掣圏道（せいけんどう）。

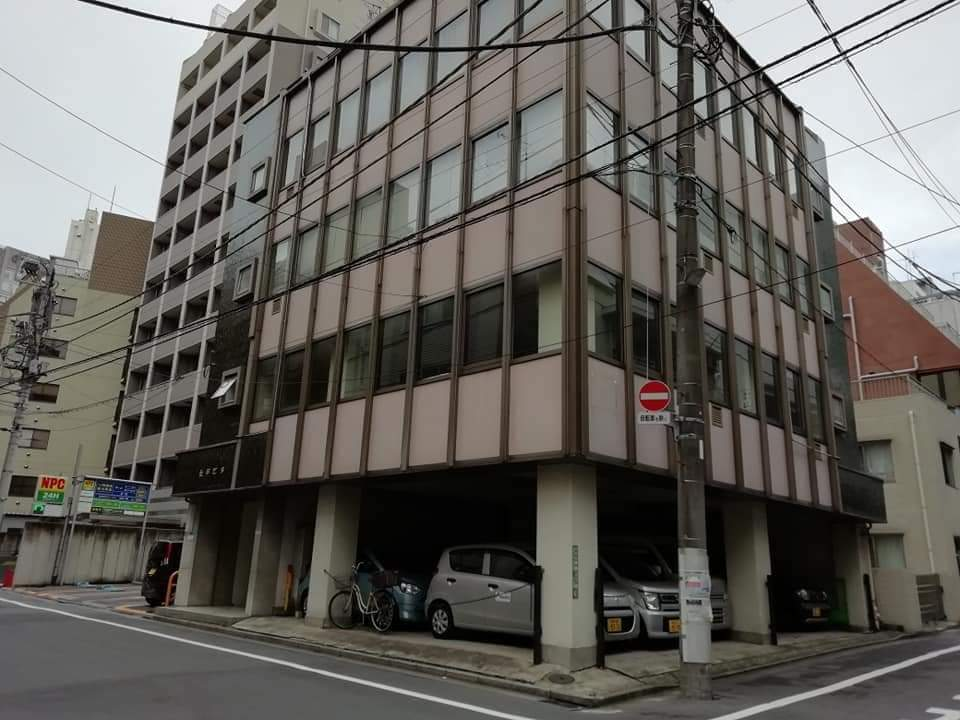
興義館だった建物

## 概要

### 起源
- 複数相手との戦いを想定した身辺警護・ボディガードコンセプトを基本理念とし、護身の意味も含めて創始された「市街地型実戦武道」という趣旨で始まった。

路上等で暴漢に襲われた際、相手が必ず1名とは限らず、刃物等の武器を持っている場合も考えられる為、寝技で対処している最中にもう一人の相手にやられる、もしくは寝技で対処している最中に隠し持っていた刃物で刺されるといった恐れがあることを想定して、飽くまで立技打撃を主体としており、寝技を切り捨てた格闘技術としている。
コンクリート上やアスファルト上での戦いを前提としているため、地面に叩きつけられたら敗北、寝かされたら圧倒的に不利、と判断される。
- 佐山は1998年に「アルファ&オメガ」という2つのルールを構想し、一度「パラエストラ東京」において実験としての大会を開催しており、このアルファはスタンドでの打撃から投げ又は倒して抑え込むまでのルール、オメガはスタンドからの今でいうグラップリングだった。このアルファを原型として完成された競技が掣圏道である。
- 佐山は、ただ技術と実力だけを身に着けて強くなるだけなのではなく、同時に「空手のように礼儀・礼節を重んじ人格形成も伴った精神修練の武道」を作りたいという願いもあり、武道として掣圏道を創始した。
- 2004年12月に佐山が古武道家から格闘理論が剣術と柔術の新陰流兵法の理論と共通点がある点を進言され、かねてから武道論や武士道の精神世界に惹かれていた佐山は共感して名称を「掣圏道」から「掣圏真陰流」に変更し、素手の格闘技以外に袴を穿いて日本刀を持っての居合も取り入れて行うようになり、「身辺警護」「ボディガードコンセプト」「市街地実戦型」から「日本古来の武士道の復活」に大きく方向転換し、スーツの上に帯を締めた道着を着た「路上でのボディガード術としての21世紀の最新型未来武道」から袴を穿いて日本刀を持った「日本古来の武士道精神の復興を追求した古典的伝統武芸」へと全く違う趣旨に変更してしまい、「時代の10年先を行く男」が「100年遅い男」になってしまった印象である。

### これまでの流れ
- 流れとしては、2003年まで「掣圏道」の名称で「身辺警護」「ボディガードコンセプト」「市街地実戦型」「スーツの上に帯を締めた道着」「試合は北海道を中心としたロシア人相手のアルティメットボクシング」。→2003年で北海道のスポンサーが撤退し北海道もロシア人も関係なくなりアルティメットボクシングが廃止となる。→2004年末に「掣圏真陰流」に名称を変更し、袴を穿いて日本刀を持ち居合も行うようになる。→2005年からはリアルジャパンプロレスの興行を中心に力を入れるようになり、興行内でグレーのスーツ型道着を着ての掣圏真陰流トーナメントを行い、一方のプロレスでは2007年からマスクマンレスラー(中身は格闘家なのが絶対条件)を次々と誕生させる。→2007年から掣圏真陰流試合はグレーのスーツ型道着から合気道の道着に変更。→掣圏真陰流試合は廃止となりリアルジャパンプロレスの興行はプロレスのみとなる。掣圏が生んだ世界的な実力のプロ格闘家は桜木裕司と瓜田幸造の2名だけで終わった。→2010年に「リアルジャパンプロレス」と併用して「武道 掣圏」の興行を行うが、1年間で消滅。→2013年に瓜田幸造が興義館を脱退し「掣圏会」として独立する。→2015年に初代タイガーマスクこと佐山聡が曙とのプロレス試合で倒れ、無期限欠場となり、以降は体調悪化で動けなくなる。→2016年に佐山が掣圏真陰流とは別の「須麻比（「すまひ」と書いて「すまい」と読む）」という新たに創設した武道を発表し選手がエントリーされるも開催中止となり企画だけで終わった。→2019年に「リアルジャパンプロレス」を「原点回帰プロレス」を経て「ストロングスタイルプロレス」へと改称。→2020年で佐山聡の運営する「掣圏真陰流」は解散・消滅。→通常の総合格闘技道場である「佐山道場」(掣圏真陰流とは無関係)を開設するが2023年頃で閉鎖。→2022年に新たな武道「神巌流総術」(掣圏真陰流とは無関係)を発表し翌2023年に「神巌流総道」と改称するが、その後の動きはない。→現在は瓜田の「掣圏会」だけが定期的な興行を続けている。

## 戦歴
1999年7月10日、北海道・旭川市総合体育館にて初代タイガーマスクこと佐山聡の新格闘技「掣圏道」が旗揚げした。初代タイガーはアジアン・クーガーとの一騎打ちを行い、旗揚げ戦で勝利を飾った。
1999年10月2日、有明コロシアムで掣圏道協会(SWA)主催の興行「1999 WORLD BATTLE in JAPAN」を開催。この興行でSAボクシングの世界王者が4人認定された。
2000年3月11日、横浜アリーナにて行われた「第2回メモリアル力道山」の第6試合で掣圏道vsプロレスの異種格闘技戦「初代タイガーマスクvs藤原喜明」が行われ、初代タイガーマスクは掣圏道のスーツ型道着を着用して黒帯を締めマスクは入場時のみ着けて試合は素顔で行った。結果、10分56秒、初代タイガーマスクこと佐山は藤原のヒールホールドによるレフェリーストップで敗れた。
2000年5月9日、「アルティメットボクシング」後楽園ホール大会を開催。この時点では、まだ掣圏会館の所属選手が誕生していなかった為、全日本キック藤原道場の所属選手2名の他は全てロシア人選手、ベラルーシ人選手、キルギス人選手のみ。
2000年6月11日、「アルティメットボクシング トータルエネルギーPresents～スーパーチャリティーファイト～PRIDE vs掣圏道・全面対決！」横浜アリーナ大会を開催。
2000年10月29日、有明コロシアムで「2000 WORLD BATTLE in JAPAN」を開催。掣圏会館から桜木裕司が出場し(デビュー戦)、ロシア人選手のチュラコフ・エドゥアルドに判定負け。SPWFからは大刀光がスーパーヘビー級で出場し、ウクライナ人選手のユルコ・ドミドロにドクターストップ負け。
2001年02月12日、ディファ有明大会「掣圏道SWAアルティメットボクシング」を開催。
2001年8月12日、掣圏道札幌市大会「S.W.A掣圏道ワールドアソシエーション」(北海道・札幌美香穂)を開催。ロシア人選手が中心であり、掣圏会館からの出場は無し。参加した日本人選手は全てロシア人選手にTKO負け。
2001年8月19日、トータルエネルギーチャリティーファイト掣圏道東京大会「S.W.A掣圏道ワールドアソシエーション」(東京・昭和の森メッセ昭島)を開催。掣圏会館からは桜木裕司と瓜田幸造が出場。桜木はヘビー級でロシア人選手のサヴィン・ニコライに判定勝ち。瓜田はライトヘビー級でロシア人選手のナグニビダ・ルスランに判定負け。SPWFからは大刀光がスーパーヘビー級で出場し、グルジア人選手のワリエフ・ジャティンにTKO負け。LLPWからは神取忍が異種格闘技戦で出場し、ロシア人選手のノヴィコワ・スベトラナに膝十字で勝利。メインイベントはプロレスでミル・マスカラス＆ドスカラスvs初代タイガーマスク＆ザ・コブラ。結果は12分24秒、ミル・マスカラスが初代タイガーマスクにダイビング・ボディープレスからの体固めで勝利。
2001年10月1日、掣圏道東京大会「S.W.A掣圏道ワールドアソシエーション」掣圏道アルティメットボクシング(後楽園ホール)を開催。掣圏会館からは瓜田幸造と当時在籍していた鈴木佳が出場。瓜田はライトヘビー級でロシア人選手のミルザマゴメドフ・マゴメドに判定負け。鈴木はスーパーミドル級でアブドゥルハリモフ・ルスランとノーコンテスト。
2001年10月14日、掣圏道アルティメットボクシング(京都・KBSホール)を開催。掣圏会館からの出場は無し。
2001年12月1日、「ＳＷＡアルティメットボクシング」(北海道・滝川市青年体育センター)を開催。掣圏会館からの出場は無し。
2001年12月7日、「ＳＷＡアルティメットボクシング」北海道・苫小牧市総合体育館
ヘビー級（３分３ラウンド）瓜田幸造が丸尾和弘に2R1分21秒、TKO勝ち。キックルール＝ヘビー級（３分３ラウンド）内田ノボルがマトキン・セルゲイと3R終了引き分け。
2002年4月13日、「ＳＷＡアルティメットボクシング」福島・郡山総合体育館
ライトヘビー級（３分３ラウンド）瓜田幸造がベシカシビリ・パタに3R終了判定勝ち。
2002年4月21日、「ＳＷＡアルティメットボクシング」北海道・札幌テイセンホール
ライトヘビー級（３分３ラウンド）瓜田幸造がレペシコ・アンドレに3R終了判定勝ち。
2002年4月26日、「ＳＷＡアルティメットボクシング」北海道・釧路市鳥取ドーム
ライトヘビー級（３分３ラウンド）瓜田幸造がオスカー・ルイズに3R1分39秒、TKO勝ち。
2002年4月28日、「ＳＷＡアルティメットボクシング」(北海道・旭川大成市民センター体育館)を開催。掣圏会館からの出場は無し。
2002年5月5日、「ＳＷＡアルティメットボクシング」北海道・函館市民体育館
ヘビー級（３分３ラウンド）瓜田幸造が丸尾和広に1R1分53秒、TKO勝ち。
2002年6月2日、「ＳＷＡアルティメットボクシング」北海道・帯広市総合体育館
ライトヘビー級（３分３ラウンド）
シュリジン・ワレンチンが瓜田幸造に3R終了判定勝ち。
ライトヘビー級（３分３ラウンド）
鈴木佳が菅原道義に3R終了判定勝ち。
2002年7月21日、「ＳＷＡアルティメットボクシング」北海道・滝川市青年体育センター
ライトヘビー級（５分２ラウンド）瓜田幸造がダビタシビリ・ダビドに1R2分5秒、ヒールホールドで勝ち。
ライトヘビー級（３分３ラウンド）
ダビタシビリ・タマジが鈴木佳に3R終了判定勝ち。
2002年9月21日「ＳＷＡアルティメットボクシング」(埼玉・川口市民体育館)を開催。掣圏会館からは桜木裕司と瓜田幸造が出場。スーパー級（３分３ラウンド）桜木がアンハレビチ・ヤウヘンに判定負け。ライトヘビー級（３分３ラウンド）瓜田がブラシュク・アリアクサンドルに判定勝ち。
2002年10月9日、「ＳＷＡアルティメットボクシング2002年度チャンピオン決定戦」(後楽園ホール)を開催。掣圏会館からは桜木裕司と瓜田幸造が出場。ヘビー級（３分３ラウンド）桜木がブラシュク・アリアクサンドルと3R終了引き分け。ライトヘビー級（３分３ラウンド）瓜田がパンツィウホフ・アリアクサンドルに2R1分47秒、TKO勝ち。
2002年11月10日、「ＳＷＡアルティメットボクシング」(北海道・苫小牧市総合体育館)を開催。掣圏会館からは桜木裕司と瓜田幸造が出場。ヘビー級（３分３ラウンド）桜木がパンツィウホフ・アリアクサンドルに1R終了判定勝ち(2R途中のバッティングにより桜木が負傷したため1R終了時の判定)。ライトヘビー級（３分３ラウンド）瓜田がイズライロフ・ラルフに2R0分43秒TKO勝ち。
2003年5月10日、北海道・帯広市総合体育館
ＳＷＡアルティメットボクシング～スーパーミドル級（３分３ラウンド）瓜田幸造がクツェニ・アリアクサンドルに1R1分56秒、TKO勝ち。
2003年5月15日、北海道・旭川地場産業振興センター  
ＳＷＡキックボクシング～ヘビー級（３分３ラウンド）桜木裕司がボンバー村田に1R1分23秒、KO勝ち。
ＳＷＡパンクラチオン～ライトヘビー級（５分２ラウンド）瓜田幸造がアスケロフ・アザドと2R終了引き分け。
2003年5月16日、北海道・札幌テイセンホール
ＳＷＡアルティメットボクシング～ヘビー級（３分３ラウンド）桜木裕司がアスケロフ・アザドに1R2分4秒、TKO勝ち。
ＳＷＡキックボクシング～ヘビー級（３分３ラウンド）内田ノボルがダビダシビリ・ダビドに3R終了判定勝ち。
2003年5月18日、SWAアルティメットボクシング仙台大会
仙台・宮城県スポーツセンター
ＳＷＡアルティメットボクシング～ヘビー級（３分３ラウンド）桜木裕司がダビダシビリ・ダビドに1R0分57秒、KO勝ち。
ＳＷＡパンクラチオン～ライトヘビー級（５分２ラウンド）ジュリジン・ワレンチンが瓜田幸造に2R終了判定勝ち。
2003年5月31日、東京・ディファ有明
ＳＷＡアルティメットボクシング～ヘビー級（３分３ラウンド）桜木裕司がワルディアシビリ・アレコに1R2分18秒、TKO勝ち。
ＳＷＡキックボクシング～ヘビー級（３分３ラウンド）グル・セルゲイが内田ノボルに3R終了判定勝ち。
ＳＷＡパンクラチオン～ライトヘビー級（５分２ラウンド）瓜田幸造がダビダシビリ・ダビドに2R2分18秒、フロント・チョークスリーパーで勝ち。
2003年9月21日（日）第1回「掣圏武芸トーナメント」(東京・大田区体育館)優勝　桜木裕司（掣圏会館）、準優勝　瓜田幸造（掣圏会館）
※当時の名称は「掣圏道」だったが、「掣圏真陰流トーナメント」の第1回目にあたる。2004年から名称が「掣圏道」から「掣圏真陰流」へと変更になる。
2005年1月27日（木）第2回「掣圏真陰流市街地型護衛白兵戦トーナメント」(東京・国立代々木競技場第2体育館)優勝　瓜田幸造（掣圏会館）、準優勝　崎浜秀剛（截空道）
2005年6月9日（木）第3回「掣圏真陰流トーナメント」(東京・後楽園ホール)優勝　滝沢充（スーパータイガージム群馬）、準優勝　崎浜秀剛（截空道）
2005年9月26日（月）第4回「掣圏真陰流トーナメント」(東京・後楽園ホール)優勝　甲斐俊光（ツイスト）、準優勝　瓜田幸造（掣圏会館）
2005年12月16日（金）第5回「掣圏真陰流トーナメント」(東京・後楽園ホール)優勝　瓜田幸造（掣圏会館）、準優勝　中村勇太（和術慧舟會）
2006年3月10日（金）第6回「掣圏真陰流トーナメント」(東京・後楽園ホール)優勝　坂上崇大（IMNグラップリング）、準優勝　加藤誠（ピンクタイガーモンスター軍）
2006年6月7日（水）第7回「掣圏真陰流トーナメント」(東京・後楽園ホール)優勝　滝沢充（スーパータイガージム群馬）、準優勝　佐藤大希（MAX）
2006年9月20日（水）第8回「掣圏真陰流トーナメント」(東京・後楽園ホール)優勝　宮本裕向（暗黒プロレス666）、準優勝　山崎祐嗣（フリー）
2006年12月12日（火）第9回「掣圏真陰流トーナメント」(東京・後楽園ホール)優勝　滝沢充（スーパータイガージム群馬）、準優勝　加藤誠（ピンクタイガーモンスター軍）
2007年3月7日（水）第10回「掣圏真陰流トーナメント」(東京・後楽園ホール)優勝　花村彰（ストライプル）、準優勝　斎藤裕樹（フリー）
2007年6月8日（金）第11回「掣圏真陰流トーナメント」三つ巴戦(東京・後楽園ホール)優勝　滝沢充（スーパータイガージム群馬）、準優勝　加藤誠（ピンクタイガーモンスター軍）
2007年09月21日（金）第12回「掣圏真陰流トーナメント」(東京・後楽園ホール)優勝　高橋良明（パラエストラ八王子）、準優勝　滝沢充（スーパータイガージム群馬）
2010年10月29日、後楽園ホールで精神武道を根幹とする新生武道「武道 掣圏」第零回大会開催。興義館からは間下隼人と斎藤彰文が出場。瓜田幸造が居合の演武を行った。
2011年5月24日、後楽園ホールで「武道 掣圏」第一回武術大会を開催。興義館からは桜木裕司と間下隼人と斎藤彰文が出場。元大相撲の若翔洋やプロレスラーの佐藤光留、山本裕次郎、タケシマケンヂや格闘家の長谷川秀彦も出場。瓜田幸造と佐山聡が居合の演武を行った。
2011年12月6日、後楽園ホールで「武道 掣圏」第二回武術大会を開催。興義館からは桜木裕司、間下隼人、斎藤彰文が出場。佐山聡が居合の演武を行った。
- 初期はロシア人選手を多く招聘して北海道を中心に興行を打っており、佐山の弟子である桜木裕司、瓜田幸造の他に、K-1のリングに出場したセルゲイ・グール、アースラン・マゴメドフ、マゴメド・マゴメドフ、シャミール・ガイダルベコフ、内田ノボル、高谷裕之や、ボリショフ・イゴリ、アフメドフ・ズラブなどが出場していた。

2009～2012年に桜木、瓜田がロシアに複数回遠征し、何度も現地のロシア人選手に勝利している。

## 特徴

### 道場
- 2000年8月26日、当初の掣圏会館本部道場が東京都昭島市の「トータルエネルギー」というガス会社の一室に常設オープンされたが、2003年に「トータルエネルギー」がスポンサーから外れて以降、約2ヶ月間の昭島市東中神武道館(現在は解体)を経て、その後は昭島市の「みほり体育館・研修室」を使用し本部道場としていた(指導は桜木裕司と瓜田幸造と鈴木佳)。
- 2006年8月25日に掣圏真陰流本部道場「興義館」として東京都文京区本郷へ本部を移動した。興義館は「掣圏道クラス」「武士道空手クラス」「士禅クラス」「ヒプノセラピークラス」の4つに分かれていた。「掣圏道クラス」と「武士道空手クラス」には明確な違いはなかった。2008年には業者を呼んで道場中央に壁を施工し半分を茶室に改造してしまった為、当初から非常に狭い道場だった「興義館」が更に、その半分の面積に縮小して激狭道場になってしまった。
- 「興義館」が出来るまで本部だった昭島道場(「みほり体育館・研修室」を使用)は支部道場となる(昭島道場の指導は瓜田幸造)。
- 群馬県には渡部優一指導の「スーパータイガージム群馬道場」、千葉県には田中健一指導の「スーパータイガージム田中塾」があるが、この2つの道場は修斗時代からのオフィシャルジムだった(修斗時代は両道場とも名称が違い、「スーパータイガージム群馬道場」は「スーパータイガージム太田」から「シューティングジム北関東」を経て現在の名称に変更され、「スーパータイガージム田中塾」は「スーパータイガージム津田沼」から「総合格闘技津田沼道場」、「格闘結社田中塾」を経て現在の名称に変更された)。この2つの道場で行われている練習は掣圏真陰流というよりも通常の総合格闘技といった方が合っている。
- 初期に東京都港区六本木の「ボディプラント六本木」にも道場「掣圏道コース」「極真空手コース」「柔術コース」が出来たが掣圏道と極真空手は数年間で撤退し、現在はフィットネスの他に「柔術コース」「合気道コース」「テコンドーコース」となった。
- 埼玉県川口市にも「掣圏道」を看板とした「スーパータイガージム川口」が出来た。当初はスポンサーが出した常設ジムだったが、そのスポンサーが外れたため現在は川口市内の公共施設で継続されている。こちらは元プロシューターで「シューティングジム横浜」所属の土屋賢吾が掣圏道・総合格闘技を指導しており、常設ジムだった頃は渡部優一が週一で掣圏道の指導に来ており、初期の頃は田中健一も週一で指導に来ており、道場生の中にフルコンタクト空手の有段者がいた為、掣圏真陰流とは無関係ではあるが、渡部に師範代として任命され川口道場においての「空手クラス」の指導を任され、道場生が世界総極真等のフルコンタクト空手大会に出場。他には「キックボクシングクラス」「グラップリングクラス」もある。
- 2011年4月、東京都新宿区神楽坂にも道場「新生武士道 掣圏真陰流 神楽坂スタジオ」が開設された。神楽坂道場は「武士道コース」「キッズコース」「ヨガ・ピラティスコース」の3つに分かれていた。興義館はプロ専用の道場に変更され、興義館所属の一般道場生(一般会員)はこれに伴い全員、自動的に神楽坂道場の所属へ移管となる(指導は少しだけ佐山聡も行ったが基本的には桜木裕司と間下隼人の2人体制)。

2014年、神楽坂道場が閉館。これにて一般向けの掣圏真陰流は全て解散・消滅となる。父兄たちの強い要望により「キッズコース」のみ場所を移して、その後数年間、継続される。
- 2015年3月20日、後楽園ホールにおける「リアルジャパンプロレス」の興行で佐山が初代タイガーマスクとして元横綱・曙と対戦した際、フライングボディプレスを受けたことにより心臓の痛みを訴え、同年5月22日、都内の病院で緊急手術を受け、最終的に「狭心症」と診断された。この体調悪化により佐山は以後、掣圏真陰流の指導を全面的にリタイアする。
- 2019年大晦日に興義館で行われたセミナー「プリンシプル」で佐山が「興義館を大改装して『タイガー会館』と名称を変更します！」と冗談とも本気ともとれない発言をしたが、翌2020年「佐山道場」(掣圏真陰流とは無関係のプロ専用総合格闘技道場)立ち上げに伴い興義館は閉館。サンドバッグ等、興義館の備品は全て佐山道場に移設される(その佐山道場も2023年頃で閉館。2022年に佐山が掣圏真陰流とは無関係の新たな武道「神巌流総術」を発表、3種類のルールを考案し、2023年に「神巌流総道」と改称するも、その後の動きはない)。
- 2024年、興義館の入っていた本郷の太平ビルが解体された。
- 佐山聡が直接指導する一般向けのメイン道場は「掣圏会館本部道場(トータルエネルギー)」(2000～2003年)→「興義館」(2006～2011年)→「新生武士道 掣圏真陰流 神楽坂スタジオ」(2011～2014年)の3ヶ所に亘って変遷した。

### 名称
- 「掣圏道」は2004年12月に団体名を「掣圏真陰流」と変更し、興義館開設に伴い「掣圏会館」「掣圏道協会(SWA)」という名称は廃止される。「掣圏道」という言葉は看板に使われなくなっただけであり、なくなったわけではない。「掣圏道」の中の「掣圏真陰流」という意味といわれ、その意味で掣圏道掣圏真陰流とも呼称されるが、佐山の著書「佐山原理」によると「掣圏真陰流の武芸部門を担うものが掣圏道」と逆のような表現で記述されている。佐山は昔も現在も名称や意味合いをコロコロ変更したがる性格ということもあり、この辺は曖昧なところでもある。

### 服装
- 試合用の道着は当初、日常における市街地での格闘を想定しているためスーツを模した特殊なもの(白のスーツ上に帯を締める)＆オープンフィンガーグローブになっていた(佐山は1989年に修斗におけるサンボ着を着た「ジャケットシューティング」の大会を実験として行った時から、柔道、剣道、空手、合気道、サンボなどの道着は和服を元に作られていて現実的でないという理由により、実はこのスーツ型の道着を秘かに脳内で構想していた)。桜木と瓜田が白のスーツ型道着を帯無しで着用＆オープンフィンガーグローブでのエキシビションを行った。2005年1月27日（木）東京・国立代々木競技場第2体育館における「第2回掣圏真陰流市街地型護衛白兵戦トーナメント」ではサンボ着で行われた。2005年6月9日（木）東京・後楽園ホールにおける「リアルジャパンプロレス」興行内の「第3回掣圏真陰流トーナメント」から同じく2007年3月7日（水）東京・後楽園ホールに同興行内で行われた「第10回掣圏真陰流トーナメント」まではグレーのスーツ型道着を帯無し＆オープンフィンガーグローブを着用して行われた。しかしこのスーツ型道着は試合中に破れやすく、また非常に高価だったことと、世界進出も考えて「外国人が見た時にスーツが日本の武道のイメージにマッチするかどうか」という問題があり、2007年6月8日の「リアルジャパンプロレス」興行における「第11回掣圏真陰流トーナメント」から合気道のような純和風の道着と袴＆オープンフィンガーグローブに変更された。なお、この一旦廃止されたスーツ型道着は佐山が新たに創設する「神巌流総道」(掣圏真陰流とは無関係の別物)で再び使用することが構想されている。

「武道 掣圏」では上半身裸と袴だった。
道場での練習は空手着で行っていた。
神楽坂道場だけは全員、居合術の稽古もセットで行う為(興義館と昭島道場は上級者のみ)、空手着の他に居合術の時間には袴を着用していた。

### 挨拶
- 挨拶や返事は空手と同じく「押忍」だった。

挨拶の動作は手のひらを自分側に向けて脇を絞めた特殊な敬礼だった。

### 掣圏士
- 当初は掣圏道を修める人を「掣圏士」と呼んでいた。

### 精神
- 佐山は「侍の精神を持っていない者(分かりやすくいえば「挨拶を無視する」「弱い者虐めをする」、「目上や年上をバカにしたり侮辱したり威張る」、「人を貶める」等の人格)はやらなくていい」と述べており、掣圏真陰流の目的は「真の日本精神を復活させること」と考えており、「興義館は格闘技の道場ではない。精神基底を造る館である」として掣圏真陰流の武士道観に基づいた私塾と規定していた。
- どういうことかというと、分かりやすくいえば、「通常の格闘技ジムのようにとにかく強くなることだけを追求する」のではなく、「空手道場のように挨拶や返事をきちんと励行させ礼儀・礼節を重んじ相手を尊重し先輩や年上を敬い、相手を思いやり労り慈しみ感謝し敬うということも格闘技術と併用して身に着けさせる」というつもりだったが、結局は強くなることを追求する方が先行となってしまい、佐山の理想に終わってしまい、結果的に侍精神に関しては師範を除き一般会員一人一人には空手界ほどの定着はしなかった。

### その他
- 1999年10月20日、まだ掣圏会館本部道場が出来る前に坂本一生が掣圏道に入門。プロレスラーになる為という名目だったが、一身上の都合により退会した。
- トータルエネルギー時代は掣圏道コンセプトとは別として「寝技クラス」の時間もあった。当時は神取忍などLLPWの女子プロレスラーも出稽古に来ていた。
- トータルエネルギー時代は若干名ではあったが少年部もあった。
- トータルエネルギー時代には佐山聡目当てのプロレスファンばかりが大勢大殺到して入門してしまい、狭い道場に入りきれないほどのプロレスファン道場生ばかりになってしまった為、初期の極真会館と同じ手法(入門したての素人であるプロレスファン道場生全員を上級者が忖度なしのガチスパーリングを以て本気の全力で完膚なきまでに叩き伏せ半殺しにし恐怖感を以て強制的に辞めさせる)で間引きが行われ、プロレスファンではない純粋に格闘技を志す道場生だけが残った。
- トータルエネルギー時代は極真会館出身の桜木裕司が掣圏道の指導内容として極真空手の基本稽古をソックリそのまま取り入れて流用していたが、やがてキックボクシングのフォームでの基本稽古に変更された。
- 「掣圏会館」時代は佐山の発言内容から、よく世間からは「右翼」「極右」と言われて揶揄されていた側面もあったが、「興義館」になった頃からは次第に言われなくなった。
- 興義館にはLittle Tigerも在籍しており、男性の一般道場生よりも強く、佐山聡に近付いて佐山と個人的な友達になろうとする男性一般道場生の間引き役(忖度なしのガチスパーリングを以て本気の全力で完膚なきまでに叩き伏せて強制的に辞めさせる役割)でもあった。
- 興義館では格闘技以外にも「士禅」と呼ばれる自己催眠術のクラスもあり、これは佐山と一緒に座禅を組んで瞑想をするというクラスで、月謝制ではなく一回につき4000円での予約制で土曜日などに行われていた。
- 同じく興義館では佐山自身が行う「ヒプノセラピー」なる催眠セラピーも希望者を対象に完全予約制の別料金で個別に行われていた。興義館がプロ専用道場に変更されてからは神楽坂道場にて「ルームセラピー」という名称で完全予約制の別料金で継続されていた。
- 神楽坂道場では、一般稽古が「礼法・座学」「居合術」「体術」のセットとなっており、稽古の一環として礼法・武士道や精神論についての座学や居合術も行っていた。「体術」というのが掣圏真陰流の格闘技練習のことであり、技術面で芦原空手のサバキも取り入れていた(神楽坂道場では「体術」を「空手」とも呼称していた)。週一で「武士道フリー」(自由練習)の時間もあった。
- 神楽坂道場には武士道オタクの道場生が多く集まった。
- 定期的に興義館や神楽坂道場で思想団体の講習や、佐山サトル特別講義会「プリンシプル」も行われていた。2018年6月28日には初代タイガーマスク基金の主催する「タイガー勉強会」が行われた。

### 掣圏会
- 支部道場だった瓜田幸造指導の昭島道場は、2013年の暮れ、掣圏真陰流を行う派生団体「掣圏会」として分裂(「掣圏会」と、興義館の前身だった「掣圏会館」とは別物)。空手着と段級位制、敬礼の押忍を廃止し、通常の総合格闘技と同じ練習着となる。押忍という言葉を使う決まりも特になくなり、通常の総合格闘技ジム色が強くなる。他の総合格闘技ジムからの移籍者も多く、意外と年配会員も多い。道場生の中で掣圏道を理解した上で入会したのは分裂前から在籍している最古参2名だけであり(佐山聡に憧れ佐山思想に賛同して入会したのは2番目に古参であり過去に修斗にも在籍していた掣圏会の第1号選手一人だけ)、ほぼ全員が佐山聡も掣圏真陰流もよく知らず興味も示さず通常の総合格闘技ジムだと思って入会して来た。実際に練習内容も特殊な競技ではなく、基本的にはキックボクシングである。多少グラップリングとMMAとボクシングも行う。「掣圏会」は身辺警護・ボディガードコンセプトや武士道・精神論の教義は特に行っておらず、試合を主な目的としており、飽くまで試合を前提として競技に特化した、選手養成をメインに行っている立技打撃主体の総合格闘技道場である。「道場」を名乗っているが、空気的には「ジム」の方が近い。練習場所は昭島市の「みほり体育館・研修室」から2017年6月に東京都国立市の「くにたち市民総合体育館」へと移り、その後まもなく2017年6月28日から2019年3月までの約1年9ヶ月間、瓜田の古巣である東京都立川市の「キングダム」道場を間借りしていた時期もあり(この間、瓜田は「キングダム」のヘッドコーチを任されていた時期だった)、2019年3月から「キングダム」の練習生が大量離脱して「掣圏会」に移籍し東京都日野市の「日野市市民の森ふれあいホール」＆昭島市の「昭島市総合スポーツセンター」、その後2020年6月頃から再び国立市の「くにたち市民総合体育館」を経て(コロナ禍で「くにたち市民総合体育館」が使用停止だった間は、ゴリラの石像が公園中央に2頭鎮座していることから通称「ゴリラ公園」と呼ばれる「谷保第四公園」で屋外練習を行っていた)、2021年6月14日に国立市にて常設道場としてオープン。「一般クラス」の他に「キッズクラス」もある。2021年7月4日、正式に道場開き(道場内で瓜田幸造vs田馬場貴裕のエキシビションマッチが行われた)。2017年4月16日から道場生を「ROARING(ザ・ブルーシャーク自主興行)」「キングダム」「IMPACT」といった様々な格闘技の試合に出場させており、2022年6月5日に道場内でのプレ自主興行、2023年4月2日から定期的にSFA(掣圏会ファイティングアソシエーション)主催の自主興行「SEIKENDO」も行い、趣旨を古典的に変更してしまった後の「掣圏真陰流」ではなく飽くまで当初の「掣圏道」を貫き通す意味でアルティメットボクシングの復活を目的に「アルティメットストライカーα」「アルティメットストライカーβ」「アルティメットストライカーPro」という3つの新たなルールを採用し、現在も盛り上がりを見せている。

## 段級位制
以下は掣圏会館時代から興義館アマチュア時代にかけて存在した段級位制(神楽坂道場では緑帯やエンジ帯も追加されて難易度が高くなった)
- 白帯（初心者）
- 黄帯（初級レベル）
- 青帯（中級レベル）
- 茶帯（上級レベル）
- 紫帯（准指導員レベル）
- 黒帯（指導員）
- 赤帯（最高位の帯で創立者である掣圏真陰流総監の佐山聡だけしかいなかった）

※空手の世界もそうだが、帯の色というのは飽くまで基準値であり、個人によっては下の帯の方が強い場合もあり、一概にいえるものではない。

## 技

### 当身技
基本的な動きは普通にキックボクシングであり、応用的にボクシング、空手、テコンドーの技なども使用可。

倒れた相手への上からのパンチも可。

練習は基本的にキックボクシングのミット打ちやスパーリングを中心に行う。

### 投げ技
独自の技術は特にないが、レスリング系の投げでも柔道系の投げでも、その他の投げでも良い。練習では空手着が破れてしまうため道着を掴むのは基本的に禁止されていた。

### 組み技
レスリングや柔道等、さまざまな組み技格闘技の技術を使って投げ、ニープレス(ニーオンザベリー)等で抑え込む。

掣圏道のコンセプトでは基本的に寝技は行わないが、「掣圏真陰流トーナメント」「武道 掣圏」では短時間での寝技が認められた。

## 競技形式
- SAボクシング（キックボクシング＆投げ＆パウンド・2003年で廃止）
- SAプロレス
- アブソリュート(ロシア流のMMA)
- 掣圏真陰流トーナメント(道着を掴んでの攻撃が認められ、パンチ、キック、ヒザ蹴り、タックル、投げ、短時間での絞め、短時間での関節技、グラウンドでの限定された打撃が認められる。頭突き、ヒジ打ち、噛み付き、目突き、金的、後頭部への打撃、グラウンドでの顔面への踏み付けとヒザ蹴りが反則。実戦を想定しているためブレイクは早く、リングをアスファルトと想定しているため投げがダウン2～3回に匹敵する。)
- 武道 掣圏(正八角形のロープ無しリングで行われ、パンチ、キック、ヒザ蹴り、タックル、投げ技などの立ち技、相手を倒してからの短時間での極め技で勝敗を決する。3秒以上の抑え込みでポイント。リング上から転落した場合は一本。ダウン、絞め、関節は即試合終了。礼儀や品格が徹底的に重要視され、染髪やピアスや刺青は出場不可、暴言などの礼節を忘れた行為は失格となる。ガッツポーズも笑みも禁止。)
- アルティメットストライカーα(掣圏会・パンチ＆投げ＆抑え込み)
- アルティメットストライカーβ(掣圏会・パンチ＆投げ＆パウンド)
- アルティメットストライカーPro(掣圏会・キックボクシング＆投げ＆パウンド)